# Katja Wienerroither
Katja Wienerroither (Salzburgo, 3 de enero de 2002) es una futbolista austriaca. Juega como delantera en el Grasshopper de la Superliga Femenina de Suiza. Es internacional con la selección de Austria.

## Trayectoria
Wienerroither comenzó su carrera en 2012 jugando para el USC Eugendorf austríaco, para luego pasarse en 2017 al FC Bergheim. Desde el verano de 2019 asistió a la academia de fútbol femenino de la ÖFB en St. Pölten. En enero de 2020 pasó a formar parte del Sturm Graz. En la votación para jugadora de la temporada 2020-21 organizada por la Asociación Austriaca de Fútbol (ÖFB) y realizada entre los entrenadores y aficionados de la Bundesliga Femenina Planet Pure, fue votada tercera detrás de Lisa Kolb y Mateja Zver.
En 2021 firmó un contrato de dos años con el club suizo Grasshopper y se graduó en la academia de deportes competitivos BORGL St. Pölten. En agosto de 2021, en la primera ronda de la Superliga Femenina, marcó un hat-trick en la victoria de visitante por 5-0 sobre el FC Yverdon Féminin.

## Selección nacional
Wienerroither comenzó a ser convocada por su país en 2018, vistiendo inicialmente la camiseta de la sub-17 en dos amistosos contra Bosnia y Herzegovina en julio de ese año, debutando en el primer encuentro que las austríacas ganaron por 3-0. Más tarde, fue parte del combinado que disputó las eliminatorias para el Europeo Sub-17 de 2018-19, donde participa en todos los partidos. Austria encabezó el grupo 8 en la primera etapa, con Wienerroither aportando un tanto a la goleada por 7-0 sobre Estonia en el encuentro que abrió su grupo. También fue puntero de su grupo en la etapa élite, donde la atacante repartió sendos goles a Bélgica y Gales, y accediendo a la cita continental cinco años después de la histórica clasificación al Europeo 2013-14. En el torneo final, la austríaca jugó los tres partidos que su país perdió en la fase de grupos, despidiéndose así de la competición. Su último partido con la sub-17 fue el 11 de mayo de 2019, una derrota 3-0 ante Alemania.
Tras jugar en las categorías sub-17 y sub-19 de su país, Wienerroither debutó en la selección absoluta de Austria el 6 de marzo de 2020 en una derrota amistosa contra Suiza.
Anotó sus dos primeros goles absolutos el 17 de septiembre de 2021 en la goleada por 8-1 ante Letonia como parte de la clasificación para la Copa Mundial de 2023.

## Estadísticas

### Clubes
| Club          | País    | Año             |
| ------------- | ------- | --------------- |
| USC Eugendorf | Austria | 2016 - 2017     |
| FC Bergheim   | Austria | 2017 - 2019     |
| SK Sturm Graz | Austria | 2020 - 2021     |
| Grasshopper   | Suiza   | 2021 - presente |